# Tlamanalco
Tlamanalco est une municipalité dans l'État de Mexico au Mexique.